# Slank braamknikmos
Slank braamknikmos (Ptychostomum touwii) is een soort uit het geslacht Ptychostomum. Het mos is kalkgevoelig en prefereert verstoorde, minder voedingsrijke, zandige bodems en löss.

## Kenmerken
De bladcellen in het midden van het blad zijn dunwandig, hexagonaal, ongeveer 18 × 60 µm groot. Rhizoïde gemmae zijn bolvormig, ongeveer 200 µm groot wanneer volledig ontwikkeld, in clusters aan de basis van de stengels en vaak ook alleen in de bladoksels. Deze gemmae zijn karmijnrood, rood of roodbruin, met uitstekende cellen die ongeveer 37 µm breed zijn. 

## Verspreiding
Slank braamknikmos komt voor in West-Europa (Frankrijk, Nederland, Groot-Brittannie en Duitsland). In Nederland komt het zeldzaam voor.